# Thoát vị bẹn

Thoát vị bẹn (inguinal hernia) là tình trạng các tạng bên trong ổ phúc mạc đi ra ngoài qua điểm yếu ở thành sau của ống bẹn.

## Phân loại

### Thoát vị bẹn gián tiếp
Thoát vị bẹn gián tiếp xảy ra khi khối thoát vị chui qua nơi yếu nhất của thành bụng là hố bẹn ngoài, thường gặp ở người trưởng thành. Loại thoát vị này chỉ xảy ra ở nam giới. Thoát vị trực tiếp xảy ra dần dần khi liên tục có áp lực đè nặng lên khối cơ. Các yếu tố sau đây có thể gây áp lực lên các cơ bụng và gây ra thoát vị: có sự xoắn đột ngột co kéo hoặc thủng cơ, khiêng vác vật nặng, táo bón lâu ngày, tăng cân và bệnh ho mạn. Hướng xuất hiện khối phồng đi chéo theo nếp bẹn từ trên xuống và từ ngoài vào trong. Địa điểm thoái vị nằm sát gốc dương vật, gần đường giữa và dưới vùng nếp gấp thấp nhất của vùng bụng dưới, có thể xuống tới bìu.

### Thoát vị bẹn trực tiếp[10]
Xảy ra khi khối thoát vị chui qua bố bẹn trong. thường là thoát vị bẹn bẩm sinh. Thườn g phổ biến ở nam giới hơn nữ giới. Hướng xuất hiện từ sau ra trước, khối thoát vị nhanh chóng xẹp xuống rồi phồng khi bệnh nhân thay đổi tư thế nằm rồi đứng. Hướng thoái vị nằm ngang hay trên nếp bụng mu thấp, ít khi qua lỗ bẹn nông xuống bìu.